# Estropajo (utensilio)

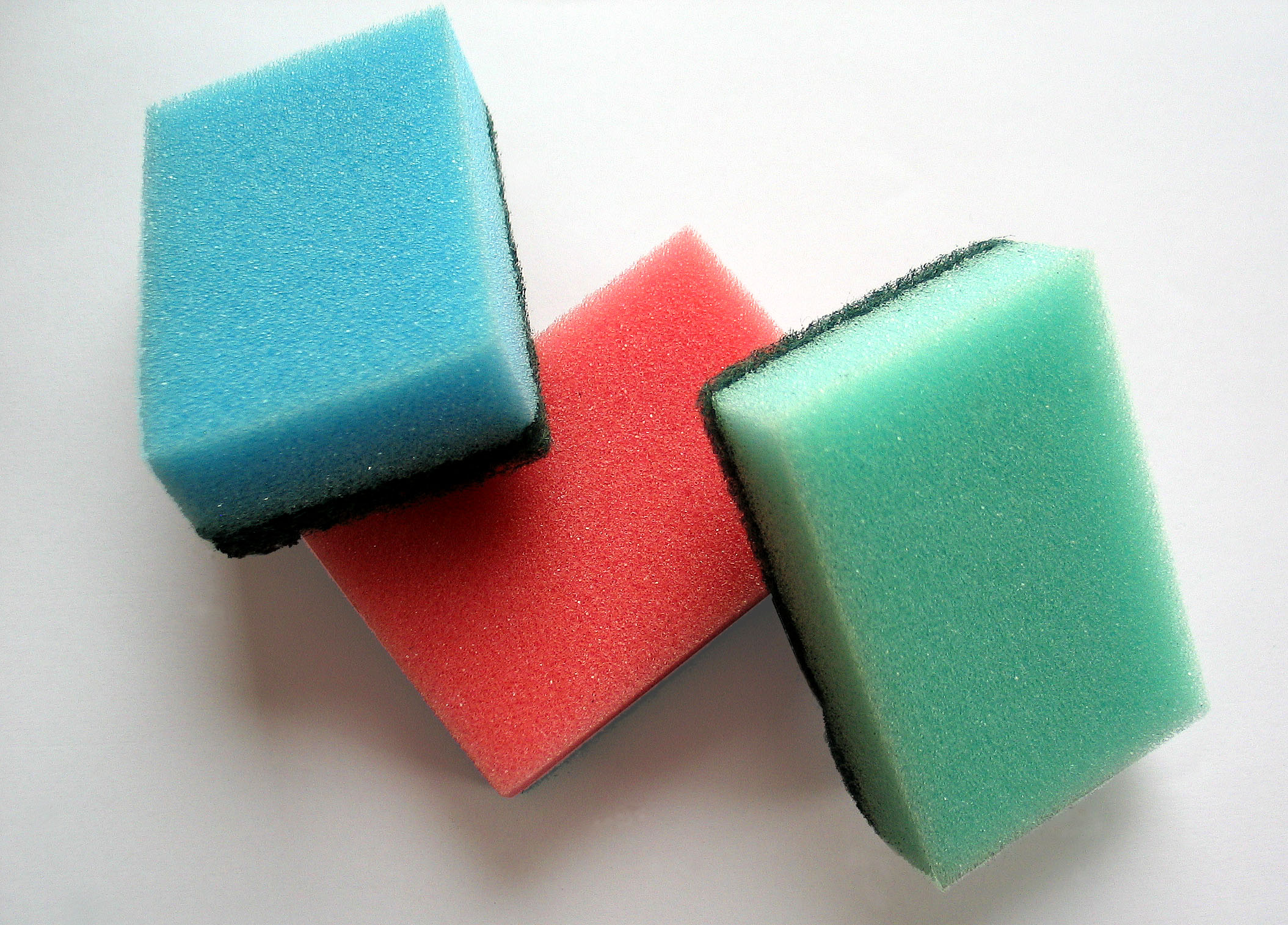
Estropajos o esponjas de cocina.

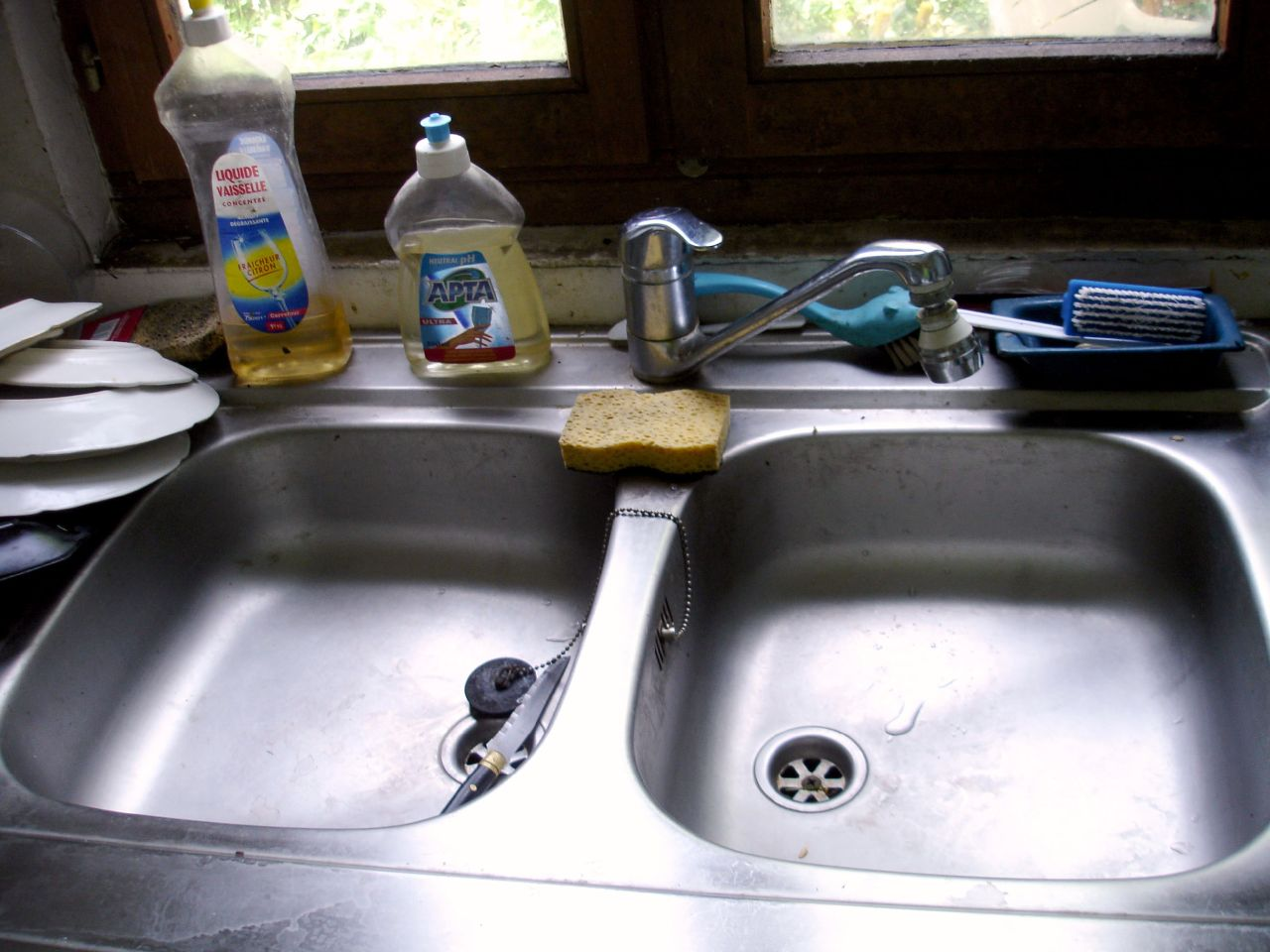
Estropajo en un fregadero.

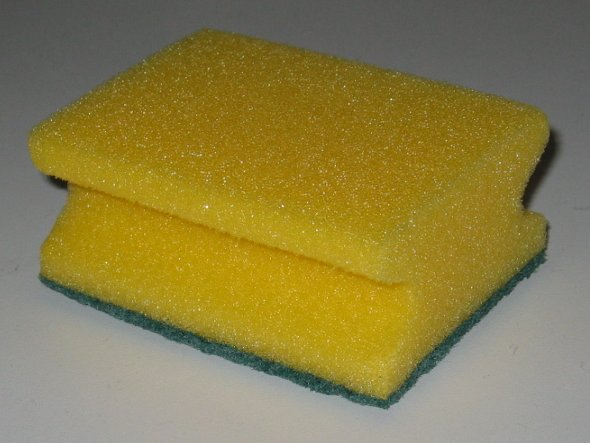
Estropajo protector de uñas.

El estropajo o esponja de cocina, es un tipo de esponja utilizada para fregar la vajilla y los utensilios de cocina. Está formado por un conjunto de fibras naturales o sintéticas con propiedades abrasivas. Su uso es sencillo: se deposita líquido lavavajillas sobre su superficie, se humedece con agua y se frota con firmeza la pieza hasta retirar la suciedad. Una vez terminada la operación de lavado, se aclara y se deja secar. 
Existen diversos tipos de estropajos. Son muy habituales los que combinan una superficie rugosa de fibra usada para tratar objetos duros, con otra suave de esponja empleada para superficies delicadas como vasos de vidrio o vitrocerámicas. Se pueden fabricar de diferentes materiales como:
- Esparto, fabricado con fibra natural
- Luffa: esponja vegetal de la familia cucurbitaceae con una vida útil de alrededor de 3 meses. Al no tener tóxicos y ser biodegradable, es una alternativa ecológica para lavar la vajilla sin rayarla, ni dañarla.
- Poliéster o poliamida son los materiales más habituales y se les suele dar color verde, aunque también se fabrican en azul, negro, blanco, etc.

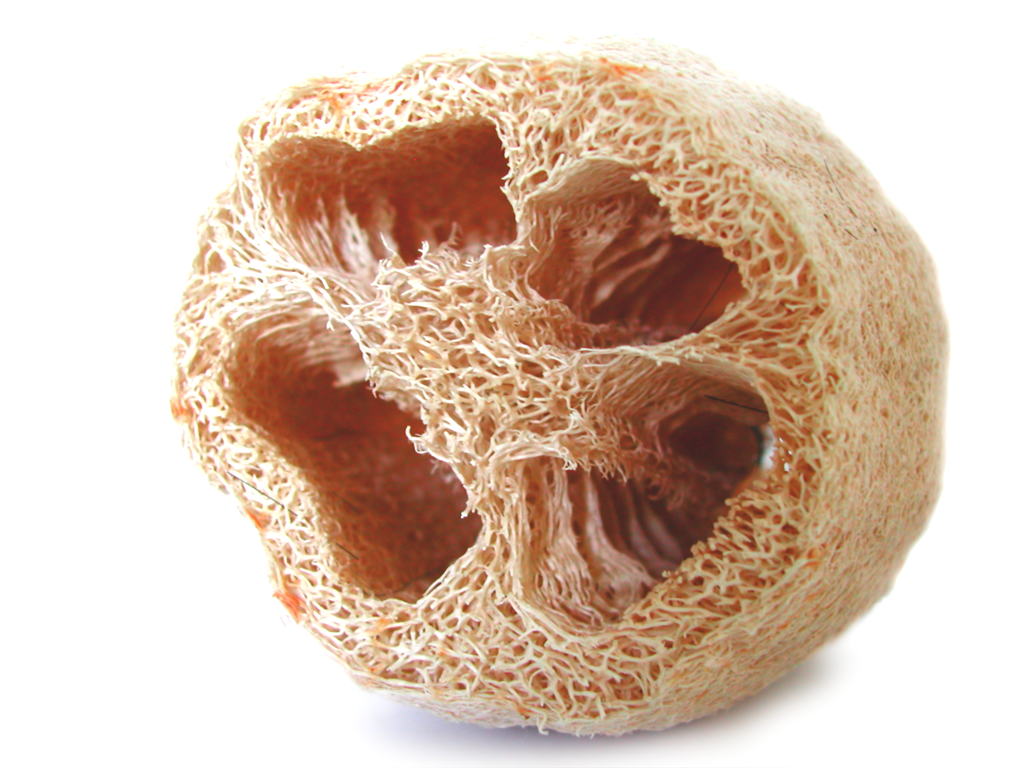
Estropajo de luffa

- Aluminio o acero inoxidable, en forma de finas cintas que se enrollan formando un ovillo que cabe en la mano. Son los más duros de todos por lo que puede rayar casi cualquier superficie. Se usa para fregar ollas y objetos metálicos.

## Historia
El origen del estropajo se remonta a principios del siglo XX. Edwin W. Cox era un vendedor que comercializaba baterías de cocina de puerta en puerta. Dado su escaso éxito y habiendo detectado la preocupación de las amas de casa por la limpieza de la vajilla ideó una especie de trapo con virutas de acero. Las clientas apreciaron tanto su invento que al cabo del tiempo superó las ventas de las propias cacerolas. Cox patentó su invento en 1917 con el sugerente nombre de SOS, acrónimo de Save Our Saucepans (Salva Nuestras Cacerolas).

## Higiene
Algunos estudios sugieren que el estropajo contiene una gran cantidad de microorganismos potencialmente perjudiciales para la salud. Su ubicación en la fregadera donde más microbios se acumulan la convierte en un fácil reservorio de los mismos e instrumento de propagación de enfermedades. En concreto, se apunta a que la bacteria E.coli puede sobrevivir en los estropajos horas o incluso días, transmitiéndose a otros elementos de la vajilla mediante el contacto. Para minimizar sus riesgos, se recomienda tomar algunas precauciones: 
- Desinfectar la esponja periódicamente, por ejemplo, calentándola en el microondas por espacio de un minuto. También puede lavarse en la lavadora o introducirse se una solución de agua con cloro.
- A pesar de las labores de desinfección, se debe considerar la conveniencia de cambiar el utensilio periódicamente.
- Situar los estropajos en un entorno seco una vez utilizados. De este modo, se minimiza el riesgo de proliferación de bacterias debido a la humedad.

Un estudio dirigido por la empresa independiente NSF revela que el estropajo es el lugar de la casa donde más gérmenes se acumulan.

## Otros usos
- Los estropajos pueden utilizarse como filtros mecánicos para el agua de acuarios.[4]
- El estropajo de aluminio es una herramienta habitual de fontanería utilizada para limpiar los tubos antes de soldarlos